# Valdez (Colorado)
Valdez es un lugar designado por el censo ubicado en el condado de Las Ánimas en el estado estadounidense de Colorado. En el Censo de 2010 tenía una población de 47 habitantes y una densidad poblacional de 11,29 personas por km².

## Geografía
Valdez se encuentra ubicado en las coordenadas 37°7′33″N 104°40′22″O / 37.12583, -104.67278. Según la Oficina del Censo de los Estados Unidos, Valdez tiene una superficie total de 4.16 km², de la cual 4.16 km² corresponden a tierra firme y (0%) 0 km² es agua.

## Demografía
Según el censo de 2010, había 47 personas residiendo en Valdez. La densidad de población era de 11,29 hab./km². De los 47 habitantes, Valdez estaba compuesto por el 76.6% blancos, el 0% eran afroamericanos, el 2.13% eran amerindios, el 0% eran asiáticos, el 0% eran isleños del Pacífico, el 21.28% eran de otras razas y el 0% pertenecían a dos o más razas. Del total de la población el 61.7% eran hispanos o latinos de cualquier raza.